# Johannes Yrttiaho
Johannes Santeri Yrttiaho, född 22 januari 1980 i Åbo, är en finländsk politiker (Vänsterförbundet). Han har varit ledamot av Finlands riksdag 2019–2023 och på nytt sedan 2024 efter att ha ersatt Li Andersson som blev invald i Europaparlamentet. Till utbildningen är han filosofie magister. Han har arbetat som informatör.
Yrttiaho blev invald i riksdagsvalet 2019 med 2 636 röster från Egentliga Finlands valkrets. I riksdagsvalet 2023 blev han suppleant med 1 630 röster.